# Koncerz

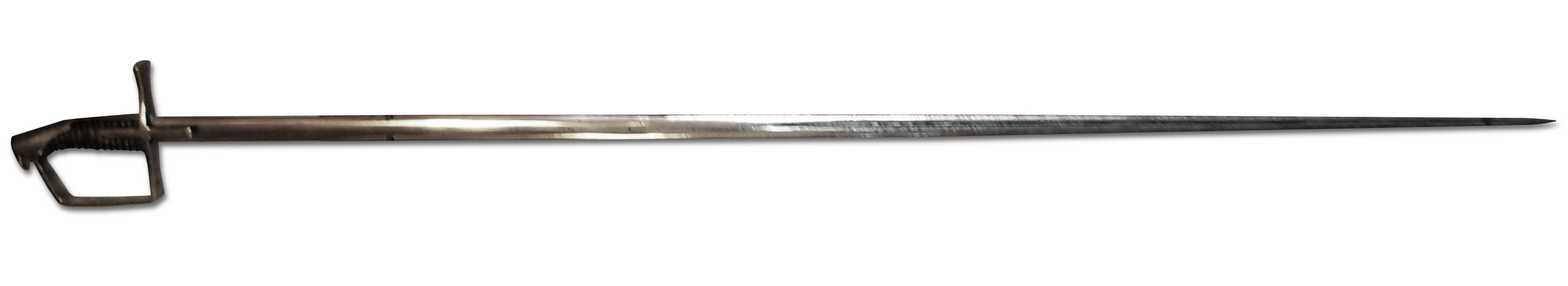
Koncerz husarski z Muzeum Zagłębia na zamku w Będzinie

Koncerz – jednoręczna kolna broń biała wywodząca się od miecza, używana w XV-XVIII wieku przez kawalerię. Charakterystyczną cechą koncerza jest bardzo długa i wąska głownia.
Nazwę niektórzy językoznawcy wywodzą od łacińskiego contus oznaczającego drąg bądź smukły pocisk, jednakże wobec oczywistego pochodzenia wschodniego, etymologicznie miałaby ona bliższy związek z tatarskim kandżarem.

## Opis

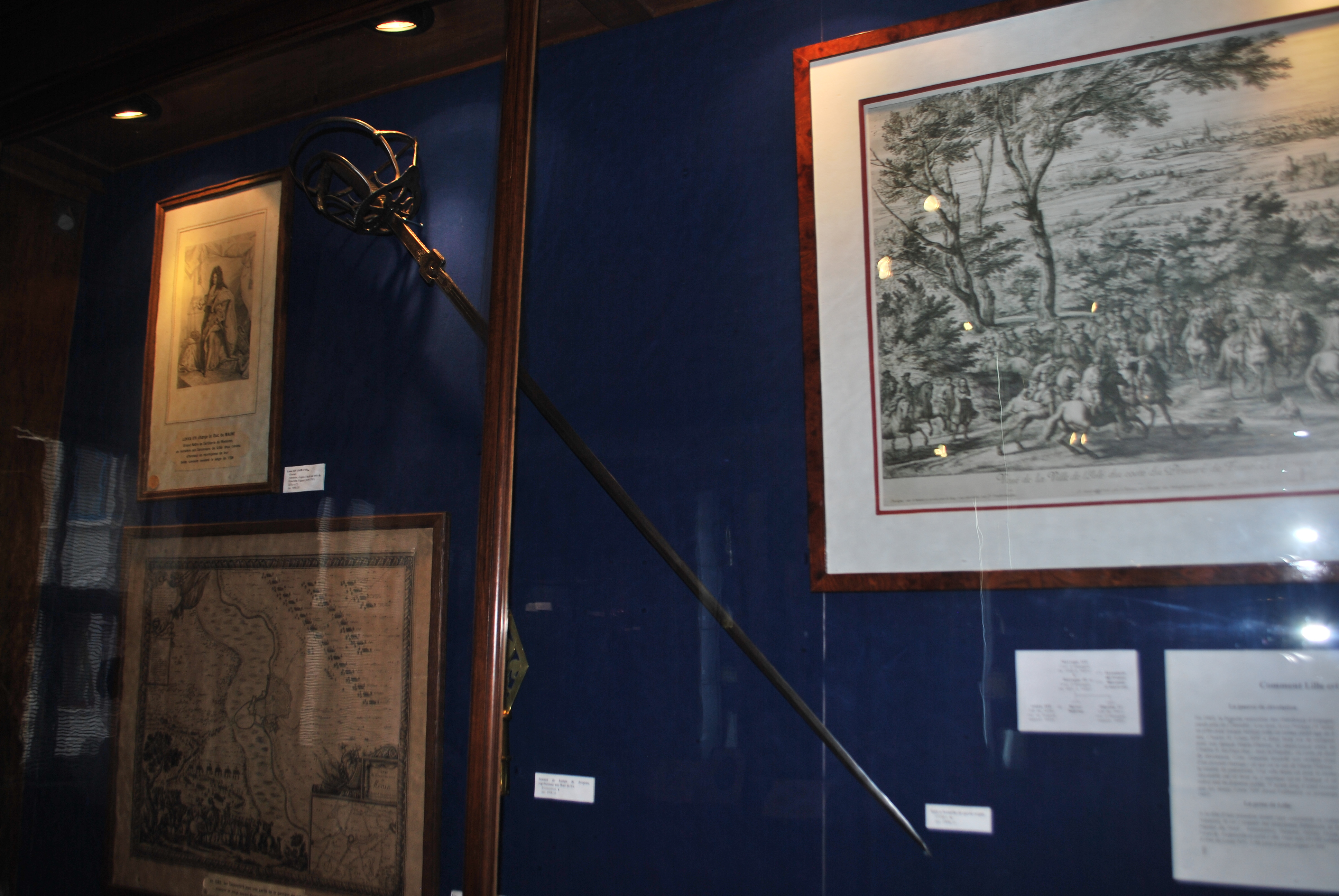
Koncerz w muzeum w Lille

Koncerz był bronią wykazującą liczne cechy wspólne z długim mieczem. Jego cechami charakterystycznymi była znaczna długość (150–180 cm) oraz prosta głownia o przekroju trój- lub czworokątnym (rzadziej soczewkowatym, płaskim lub graniastym o wklęsłych bokach). Typowy koncerz był jednoręczny, choć istniała również jego odmiana dwuręczna, zwana estokiem.
Ze względu na długość głowni przy jej stosunkowo małym przekroju był bronią podatną na złamanie, zapewne dlatego zachowało się niewiele oryginalnych egzemplarzy (w Polsce m.in. w zbiorach Czartoryskich w Krakowie).
Znane są przykłady broni kombinowanej jako koncerza połączonego z pistoletem, co miało umożliwiać oddanie strzału w czasie szarży (wątpliwość co do praktycznego użycia budzić może ciężar własny takiej broni).

## Pochodzenie i rodzaje
Pochodzenie tej broni nie jest dokładnie znane – w XV wieku pojawiła się ona zarazem na Bliskim Wschodzie (Turcja), na Węgrzech i pograniczu francusko-niemieckim. W zależności od miejsca pochodzenia rozróżnia się więc trzy typy koncerzy: turecki, węgierski (najczęściej używany w Polsce) i zachodnioeuropejski. Specyficznie polską odmianę koncerzy z mieczową rękojeścią i ze skróconą trójgraniastą głownią nazywano w XVII wieku granatami.

## Ewolucja i zastosowanie
Pierwotne koncerze z XV–XVI w. były bardzo zbliżone do mieczy (długość około 130 cm, prosty jelec, rękojeść mieczowa), jednakże XVI–XVII wieku stały się lżejsze i praktycznie przystosowane wyłącznie do kłucia (do 160 cm długości, półotwarta rękojeść i dodatkowo kulista głowica), poza tym w XVII–XVIII w. użytkowano najlżejsze (oficerskie) typy koncerzy z rękojeścią zamkniętą typu szablowego). Broń ta używana była przez jazdę do walki z piechotą uzbrojoną w broń drzewcową (stąd jej długość) i wyłącznie do walki z konia. Troczony pod siodłem (lewym lub prawym kolanem jeźdźca) koncerz stosowany był w ataku po skruszeniu kopii lub w warunkach braku miejsca na rozpędzenie konia do szarży.
W Polsce i na Węgrzech koncerzy używano w oddziałach jazdy husarskiej i lekkiej (zwłaszcza przez oficerów) i posiadały zwykle rękojeści zamknięte, jak w szablach husarskich. Koncerze typu węgierskiego i zachodnioeuropejskiego były bronią wyłącznie o przeznaczeniu bojowym, natomiast w przypadku broni tureckiej dzięki bogatym zdobieniom była to głównie broń paradna. W wojskach cesarskich koncerze były obok szabel częstą bronią lekkiej jazdy najemnej – węgierskiej (husarzy) i polskiej (lisowczyków), były też popularne w kawalerii chorwackiej.       
W walkach toczonych z najeźdźcami we wschodniej Europie koncerz dzięki swej konstrukcji był bronią niejednokrotnie skuteczniejszą od ciężkiej szabli husarskiej – wbijany w rozpędzie spiczastym końcem przebijał zarówno tureckie kolczugi, bechtery, bajdany, jak i filcowe burki czy grube, pikowane bawełniane kaftany noszone przez jeźdźców tatarskich. Natomiast jako broń o bardzo wąskiej głowni, pozbawionej tnących krawędzi, nie nadawał się do cięcia z rozmachem. Dlatego do nieobeznania i fantazji literackiej należy zaliczać spotykane u Sienkiewicza stwierdzenia o używaniu go w boju jako ciężkiej kawaleryjskiej broni siecznej.  